# تسک‌ها
تِسِک‌ها (نام علمی: Tesia) نام یک سرده از تیره سسکان است.
واژۀ "تِسِک" در ناحیه سوادکوه برای سسک‌های به کار می‌رود. همچنین این واژه، دارای هم‌آوایی نزدیک با نام انگلیسی و علمی این گروه از سسک‌ها است.